# Pierre Cazaux
Pierre Cazaux, né le 7 juin 1984 à Saint-Palais (Pyrénées-Atlantiques), est un coureur cycliste français. Professionnel de 2008 à 2012, il est membre du GSC Blagnac Vélo Sport 31 en 2013 et 2014.

## Biographie
Pierre Cazaux commence sa carrière professionnelle en 2008 au sein de l'Équipe continentale Roubaix Lille Métropole, avec une réputation de coureur offensif acquise chez les amateurs à l'Entente Sud Gascogne. Il se classe dixième de sa première course professionnelle, le Grand Prix d'ouverture La Marseillaise. Son meilleur résultat sur une course internationale est sa quatrième place au Tour du Doubs.
En 2009, il est quatrième de la Classic Loire Atlantique, cinquième des Boucles de l'Aulne, huitième de Paris-Corrèze et neuvième du Trophée des grimpeurs. En 2010, il est recruté par l'équipe La Française des jeux et effectue notamment une longue échappée lors de la 3e étape des Quatre Jours de Dunkerque.
Il termine 5e de l'étape reine de montagne du tour d'Espagne 2010
Il est engagé en 2011 par la formation Euskaltel-Euskadi. Fin 2012, il n'est pas conservé par son équipe car il n'a pas marqué de point UCI.
Il rejoint en 2013 le GSC Blagnac Vélo Sport 31.
Il prévoit d'arrêter à la fin de la saison 2014. Il arrête finalement le 15 juin au milieu de la saison à l'issue de Pampelune-Bayonne dont il est le tenant du titre.

## Palmarès
- 2006
  - Tour du Piémont pyrénéen
- 2007
  - Championnat des Pyrénées-Atlantiques
  - Grand Prix d'automne
  - 2e de Bayonne-Pampelune
  - 2e du Circuit boussaquin
  - 2e du Circuit des Vins du Blayais
  - 3e de la Classique de Sauveterre
- 2008
  - Grand Prix Gilbert Bousquet
  - Grand Prix des Fêtes de Cénac-et-Saint-Julien
  - 3e de la Ronde du Pays basque
  - 3e du Tour du Tarn-et-Garonne
- 2013
  - Grand Prix d'ouverture Pierre Pinel
  - Classique de Sauveterre-de-Béarn
  - Bayonne-Pampelune
  - 1re étape du Tour des Landes
  - 2e du Prix de la ville du mont Pujols
  - 2e du Tour du Lot-et-Garonne
  - 2e du Grand Prix Christian Fenioux
  - 3e du Tour du Piémont pyrénéen
- 2014
  - Ronde et Boucles Gersoises
  - 3e du Grand Prix d'ouverture Pierre Pinel

## Résultats sur les grands tours

### Tour d'Italie
2 participations
- 2011 : 124e
- 2012 : 123e

### Tour d'Espagne
2 participations
- 2010 : 110e
- 2011 : 148e

## Classements mondiaux
| Année                  | 2007 | 2008 | 2009 | 2010 |
| ---------------------- | ---- | ---- | ---- | ---- |
| Calendrier mondial UCI |      |      |      | 272e |
| UCI Europe Tour        | 765e | 418e | 345e |      |